# Jaroslav Deml
Ing. Jaroslav Deml (* 5. září 1955 Chlumec nad Cidlinou) je český politik, v letech 2006 až 2010 primátor Pardubic.
Absolvoval stavební fakultu Českého vysokého učení technického v Praze a je inženýrem v oboru městské inženýrství. Je členem ODS, v letech 2002 až 2006 byl náměstkem primátora Pardubic a v letech 2006 až 2010 pak primátorem tohoto města.
V krajských volbách v roce 2004 byl za ODS zvolen zastupitelem Pardubického kraje. Ve volbách v roce 2008 se mu mandát obhájit nepodařilo.
V březnu 2013 jej ministr dopravy ČR Zbyněk Stanjura jmenoval svým náměstkem pro silniční dopravu, ICT a vnitřní správu. Na ministerstvu zůstal i za ministra Zdeňka Žáka, v lednu 2014 jej však po svém nástupu do funkce odvolal ministr Antonín Prachař.